# Ropa (řeka)
Ropa je řeka v Malopolském vojvodství v jižním Polsku. Protéká městy Gorlice, Biecz a Jasło. Jméno řeky je pravděpodobně keltského původu.

## Hlavní přítoky
Cegielnianka, Sękówka, Moszczanka, Libuszanka, Sitniczanka, Olszynka, Bednarka, Zdynia, Stróżowianka.